# Belprato (famiglia)
La famiglia Belprato o Belloprato (denominata in latino Belluspratus e in spagnolo Belprat) è stata una famiglia nobile italiana di origine spagnola, iscritta nell'elenco delle famiglie nobili d'Abruzzo e del napoletano.

## Storia

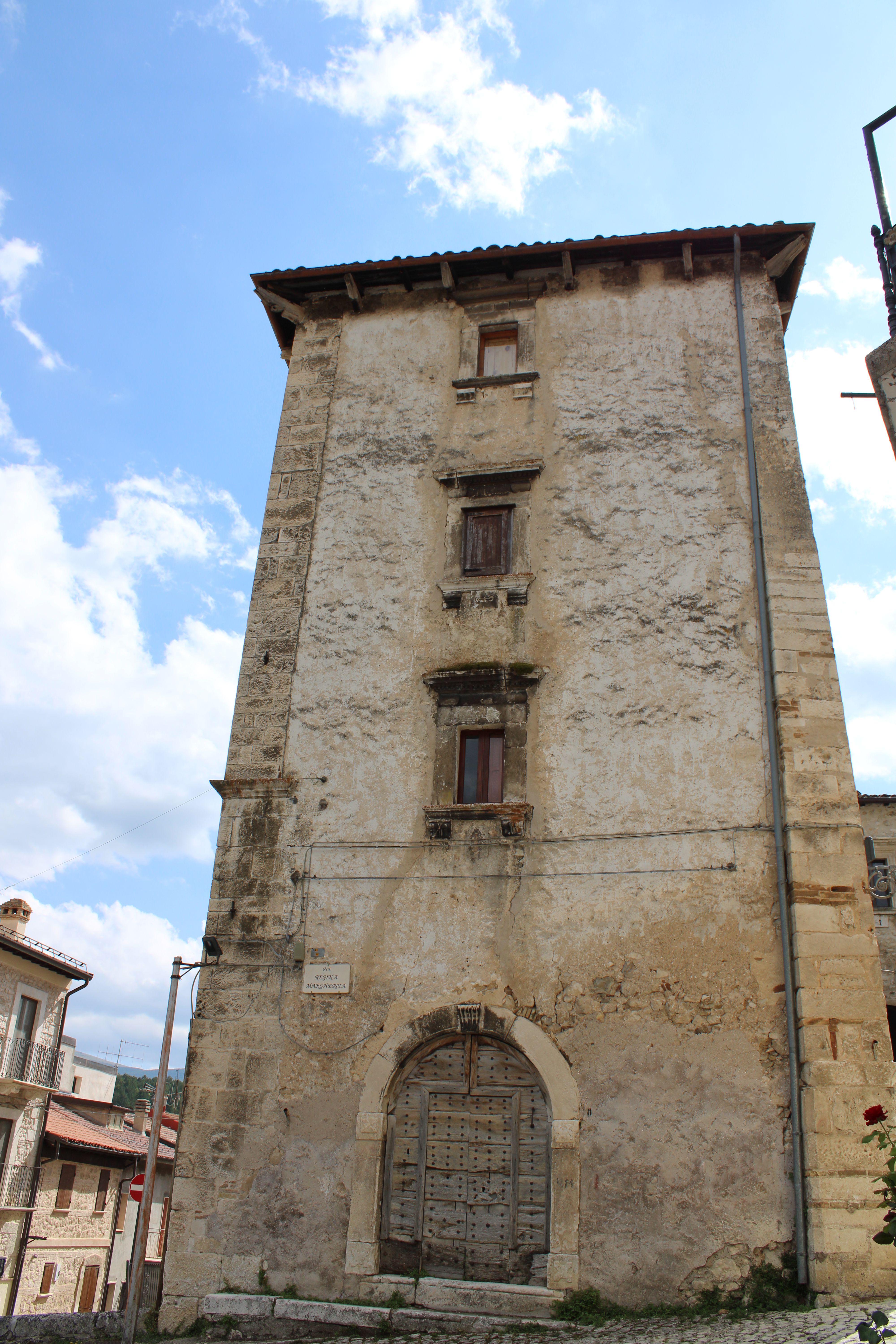
Casone Belprato di Campo di Giove, una delle principali residenze della famiglia Belprato

Famiglia originaria della Spagna e precisamente della Catalogna, fondata nel 1080 presumibilmente da Roberto Belprato, il quale sei anni dopo, nel 1086, lo si ritrova in Italia, nel Regno di Sicilia, a donare alcuni beni all'abbazia di Montecassino e a far poi ritorno nel Regno di Valencia. Quattro secoli più tardi, nel 1453, giunse e si stabilì nel Regno di Napoli al seguito del re Alfonso V d'Aragona con Simonetto Belprato, membro più celebre della famiglia, all'epoca diciannovenne, il quale fu prefetto del Castel Nuovo di Napoli e poi sotto il re Ferrante d'Aragona capitano generale dell'esercito reale, governatore, capitano e giustiziere di Brindisi, castellano e signore di Campo di Giove, Cansano e Oria. Inoltre per la profonda stima che nutriva nei suoi confronti, Ferrante nel 1473 lo incaricò di concordare i matrimoni dei suoi figli ed assegnare loro le doti e di stipulare le alleanze con i sovrani degli altri Stati. Nel corso della sua storia, la famiglia Belprato arrivò a possedere un totale di due principati, una contea e cinque signorie, utilizzando come una delle sue principali residenze il Casone Belprato di Campo di Giove. Ha goduto inoltre di nobiltà a Napoli, dove vi sono suoi monumenti nella chiesa di San Pietro Martire, inizialmente nel Seggio di Porto e poi fuori Seggio; nel 1569 fu presente anche nel Seggio di Modugno. Degno di nota è il matrimonio avvenuto tra Costanza Belprato, figlia di Giovanni Berardino Belprato e Virginia Orsini, e Giovanni Battista Manso, fondatore dell'Accademia degli Oziosi di Napoli, amico stretto e protettore dei poeti Giovan Battista Marino, John Milton e Torquato Tasso. La famiglia si estinse nella linea diretta con Virginia Belprato, figlia di Carlo Belprato e Laudomia di Lannoy, deceduta nel 1631, sposatasi nell'anno 1600 con Fabio d'Afflitto, morto senza prole alcuni mesi dopo il matrimonio, e risposatasi due anni dopo, nel 1602, con Giovanni Tommaso di Capua, al quale farà confluire per via dotale tutti i propri beni, che si manterranno nei suoi discendenti, mentre nella linea collaterale nel corso del XVIII secolo con le sorelle Francesca e Geronima Belprato, figlie di Fabio Belprato e Fulvia/Maria Gonzaga, andate in sposa rispettivamente a Placido Dentice e Domenico Caracciolo. La linea collaterale aveva avuto origine da Berardino Belprato, presidente del Sacro Regio Consiglio e giureconsulto nella Gran Corte della Vicaria, figlio di Pompeo Belprato e Ippolita Marchese, che, non avendo avuto figli diretti, aveva adottato il di lei nipote Giuseppe Marchese, principe di Crucoli e San Vito dei Normanni, che portò tali feudi nella famiglia Belprato e che alla morte del nonno adottivo prima e del padre adottivo dopo, si ritrovò ad ereditare tutti i rimanenti beni della casata; aveva assunto inoltre anche il cognome di Berardino, facendo sì che lui ed i propri discendenti venissero talvolta riportati nelle fonti con il cognome composto di "Belprato-Marchese" o "Marchese-Belprato": l'appartenenza di tale lignaggio dei Marchese nella famiglia Belprato viene riconosciuta da Berardo Candida Gonzaga, oltre che da altri storici autorevoli, come Goffredo di Crollalanza e Vittorio Spreti. La famiglia venne menzionata, seppur dietro sfondo ironico, dal poeta Gabriele D'Annunzio nel romanzo Le vergini delle rocce; fu inoltre oggetto di interesse per il filosofo Benedetto Croce nell'ambito dei suoi scritti sul soggiorno del poeta spagnolo Garcilaso de la Vega in Italia.

## Albero genealogico
Di seguito è riportato l'albero genealogico della famiglia Belprato da Simonetto, membro più celebre, vissuto nel XV secolo, fino alle ultime discendenti Francesca e Geronima, vissute nel XVIII secolo, secondo una ricostruzione del genealogista Carlo De Lellis e degli storici Casimiro di Santa Maria Maddalena e Pietro Palumbo:
|          |                    |                    |          |                   |                   |                                      |                                      |           |                    |          |          |                    |                    |          |          |
|          |                    |                    |          |                   |                   |                                      |                                      |           | Simonetto          |          |          |                    |                    |          |          |
|          |                    |                    |          |                   |                   |                                      |                                      |           |                    |          |          |                    |                    |          |          |
|          |                    |                    |          |                   |                   |                                      |                                      |           |                    |          |          |                    |                    |          |          |
|          |                    |                    |          |                   |                   |                                      |                                      |           | Michele            |          |          |                    |                    |          |          |
|          |                    |                    |          |                   |                   |                                      |                                      |           |                    |          |          |                    |                    |          |          |
|          |                    |                    |          |                   |                   |                                      |                                      |           |                    |          |          |                    |                    |          |          |
|          |                    |                    |          |                   |                   |                                      |                                      |           | Giovanni Vincenzo  |          |          |                    |                    |          |          |
|          |                    |                    |          |                   |                   |                                      |                                      |           |                    |          |          |                    |                    |          |          |
|          |                    |                    |          |                   |                   |                                      |                                      |           |                    |          |          |                    |                    |          |          |
|          |                    |                    |          |                   |                   |                                      |                                      |           | Giovanni Berardino |          |          |                    |                    |          |          |
|          |                    |                    |          |                   |                   |                                      |                                      |           |                    |          |          |                    |                    |          |          |
|          |                    |                    |          |                   |                   |                                      |                                      |           |                    |          |          |                    |                    |          |          |
|          |                    |                    |          | Giovanni Vincenzo | Giovanni Vincenzo | Scipione                             | Scipione                             | Cesare    | Cesare             | Annibale | Annibale | Giovanni Francesco | Giovanni Francesco | Giovanna | Giovanna |
|          |                    |                    |          |                   |                   |                                      |                                      |           |                    |          |          |                    |                    |          |          |
|          |                    |                    |          |                   |                   |                                      |                                      |           |                    |          |          |                    |                    |          |          |
|          | Giovanni Berardino | Giovanni Berardino |          |                   |                   | Pompeo                               | Pompeo                               | Delia     | Delia              |          |          |                    |                    |          |          |
|          |                    |                    |          |                   |                   |                                      |                                      |           |                    |          |          |                    |                    |          |          |
|          |                    |                    |          |                   |                   |                                      |                                      |           |                    |          |          |                    |                    |          |          |
| Carlo    | Carlo              | Costanza           | Costanza | Carlo             | Carlo             | Berardino                            | Berardino                            | Tommaso   | Tommaso            |          |          |                    |                    |          |          |
|          |                    |                    |          |                   |                   |                                      |                                      |           |                    |          |          |                    |                    |          |          |
|          |                    |                    |          |                   |                   |                                      |                                      |           |                    |          |          |                    |                    |          |          |
| Virginia | Virginia           |                    |          | Ippolita          | Ippolita          | Giuseppe (adottivo, poi legittimato) | Giuseppe (adottivo, poi legittimato) |           |                    |          |          |                    |                    |          |          |
|          |                    |                    |          |                   |                   |                                      |                                      |           |                    |          |          |                    |                    |          |          |
|          |                    |                    |          |                   |                   |                                      |                                      |           |                    |          |          |                    |                    |          |          |
|          |                    |                    |          |                   |                   | Girolamo/Giacomo                     |                                      |           |                    |          |          |                    |                    |          |          |
|          |                    |                    |          |                   |                   |                                      |                                      |           |                    |          |          |                    |                    |          |          |
|          |                    |                    |          |                   |                   |                                      |                                      |           |                    |          |          |                    |                    |          |          |
|          |                    |                    |          |                   | Fabio             | Fabio                                | Francesco                            | Francesco |                    |          |          |                    |                    |          |          |
|          |                    |                    |          |                   |                   |                                      |                                      |           |                    |          |          |                    |                    |          |          |
|          |                    |                    |          |                   |                   |                                      |                                      |           |                    |          |          |                    |                    |          |          |
|          |                    |                    |          | Francesca         | Francesca         | Geronima                             | Geronima                             |           |                    |          |          |                    |                    |          |          |

Risulta aver contratto matrimoni anche con le famiglie Della Marra e Garofalo, nonché con il viceré del Regno di Napoli Íñigo López de Hurtado de Mendoza.

## Ramificazioni

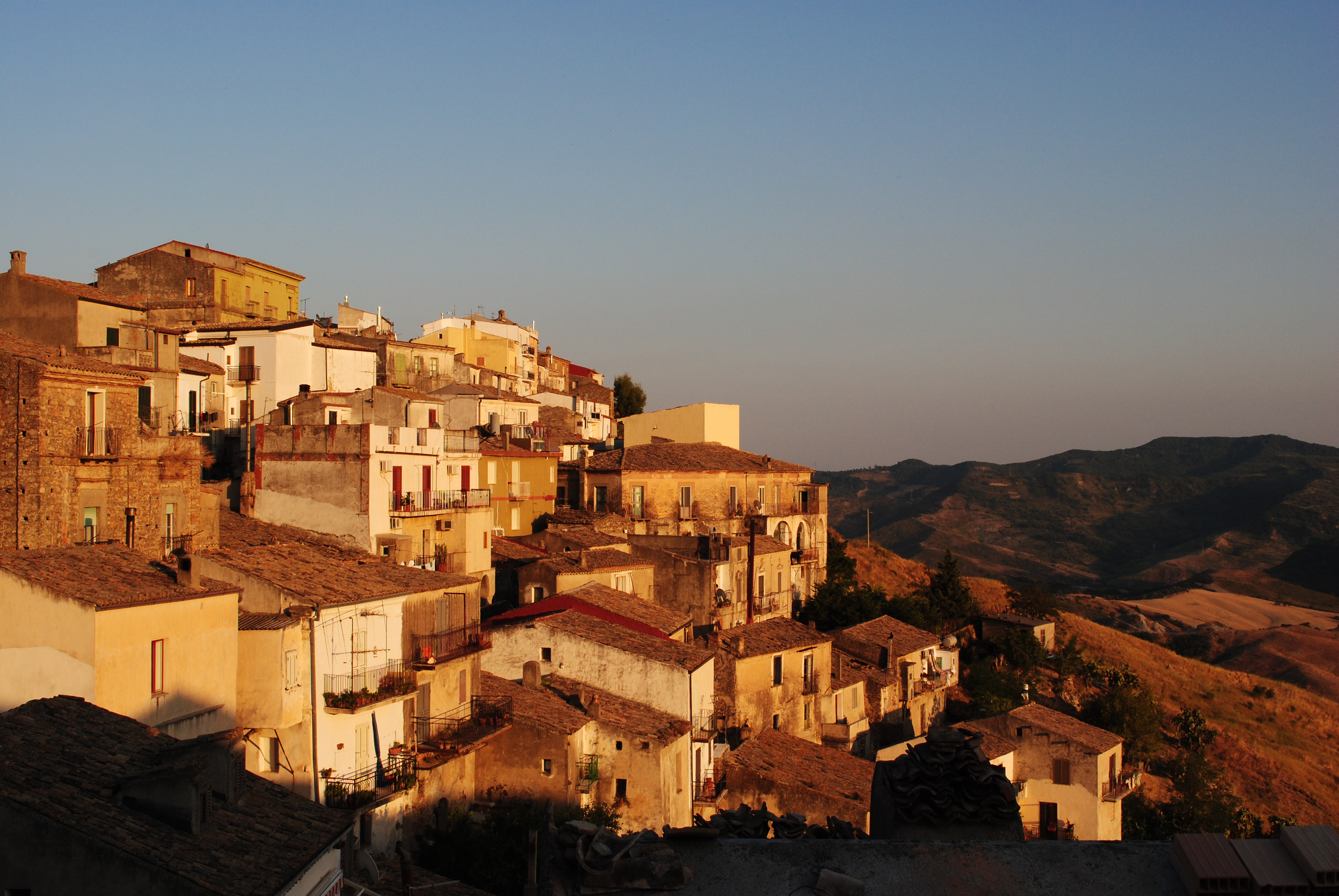
Crucoli, feudo posseduto con il titolo nobiliare di principe, il più alto raggiunto dalla famiglia Belprato

Conti di Anversa degli Abruzzi e signori di Campo di Giove, Cansano, Oria e Villalago
Linea diretta della famiglia Belprato.
- Simonetto (1434-1492), signore di Campo di Giove, Cansano e (anche castellano) Oria[18];
- Giovanni Vincenzo († 1505), signore di Campo di Giove, Cansano e Oria, nipote di Simonetto[18];

→ rinuncia della signoria di Oria e annessione della contea di Anversa degli Abruzzi e della signoria di Villalago
- Giovanni Berardino († 1520), (non de facto) conte di Anversa degli Abruzzi e signore di Campo di Giove, Cansano e Villalago, figlio di Giovanni Vincenzo[18];
- Giovanni Vincenzo, conte di Anversa degli Abruzzi e signore di Campo di Giove, Cansano e Villalago, figlio di Giovanni Berardino[18];
- Giovanni Berardino († 1575), conte di Anversa degli Abruzzi e signore di Campo di Giove, Cansano e Villalago, figlio di Giovanni Vincenzo[18];
- Carlo († 1590), conte di Anversa degli Abruzzi e signore di Campo di Giove, Cansano e Villalago, figlio di Giovanni Berardino; durante il suo mandato, in particolare nell'anno 1588, ha come viceconte di Anversa degli Abruzzi Domizio Scaravalli, marito di Tarquinia Carreti[19];
- Virginia († 1631), contessa di Anversa degli Abruzzi e signora di Campo di Giove, Cansano e Villalago, figlia di Carlo[18].

→ contea di Anversa degli Abruzzi e signorie di Campo di Giove, Cansano e Villalago confluite in via dotale alla famiglia Di Capua; estinzione della linea diretta e della casata
Principi di Crucoli e San Vito dei Normanni e signori di Martano
Linea collaterale della famiglia Belprato.
- Giuseppe, principe di Crucoli e San Vito dei Normanni, figlio adottivo di Berardino[21];

→ annessione della signoria di Martano
- Girolamo/Giacomo, principe di Crucoli e San Vito dei Normanni e signore di Martano, figlio di Giuseppe[21];
- Fabio, principe di Crucoli e San Vito dei Normanni e signore di Martano, figlio di Girolamo/Giacomo[20];
- Francesco, principe di Crucoli e San Vito dei Normanni e signore di Martano, figlio di Girolamo/Giacomo e fratello di Fabio[22];
- Francesca, principessa di Crucoli e San Vito dei Normanni e signora di Martano, figlia di Fabio e nipote di Francesco[22].

→ principati di Crucoli e San Vito dei Normanni e signoria di Martano confluiti in via dotale alla famiglia Dentice; estinzione della linea collaterale e della casata

## Stemma

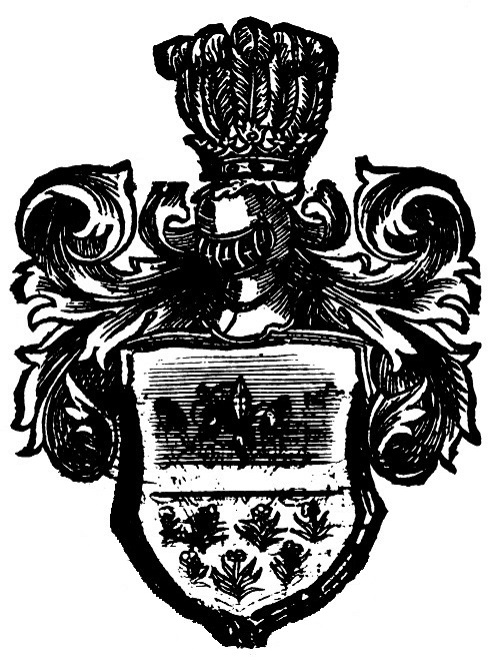
Stemma araldico della famiglia Belprato

Lo stemma della famiglia Belprato aveva il campo dello scudo partito orizzontalmente da una fascia d'oro: la parte superiore era rossa e contenente un giglio francese d'argento, mentre la parte inferiore era verde e con sparsi fiori con petali rossi e steli e foglie d'oro. Sopra di esso, ruotato di tre quarti, vi era l'elmo nobile comitale, con nel cimiero la corona di conte sormontata da un pennacchio, il tutto contornato da svolazzi che, come le penne del pennacchio, avevano alternati il rosso e il verde, principali colori dello stemma. La blasonatura dello stemma era «spaccato di rosso e di verde con la fascia in divisa d'oro; nel 1º un giglio d'argento; nel 2º seminato di fiorellini di rosso gambuti e fogliati d'oro» (blasonatura di Berardo Candida Gonzaga), o, analogamente, «troncato di rosso e di verde, alla fascia d'oro diminuita attraversante sulla partizione; nel 1º al giglio d'argento; nel 2º seminato di fiorellini di rosso gambuti e fogliati d'oro» (blasonatura d'Alena). Il contenuto dello stemma che si ottiene da entrambe le blasonature è identico ed è lo stesso sia per i membri della famiglia che hanno risieduto stabilmente in Abruzzo che per quelli che hanno dimorato più in generale nel resto del napoletano. Lo scudo poteva avere forma sia francese antica che francese moderna, oltre che ovale.

## Membri principali
- Roberto Belprato, ritenuto il capostipite[27];
- Simonetto Belprato, signore di Campo di Giove, Cansano e (anche castellano) Oria, governatore, capitano e giustiziere di Brindisi, prefetto del Castel Nuovo di Napoli, capitano generale dell'esercito reale, e ambasciatore a Milano nel 1488[28];
- Giovanni Vincenzo Belprato, conte di Anversa degli Abruzzi, signore di Campo di Giove, Cansano e Villalago, e membro dell'Accademia degli Oziosi di Napoli[29];
- Berardino Belprato, presidente del Sacro Regio Consiglio dal 21 febbraio al 24 giugno 1663 e giureconsulto nella Gran Corte della Vicaria[30].

## Feudi e dimore

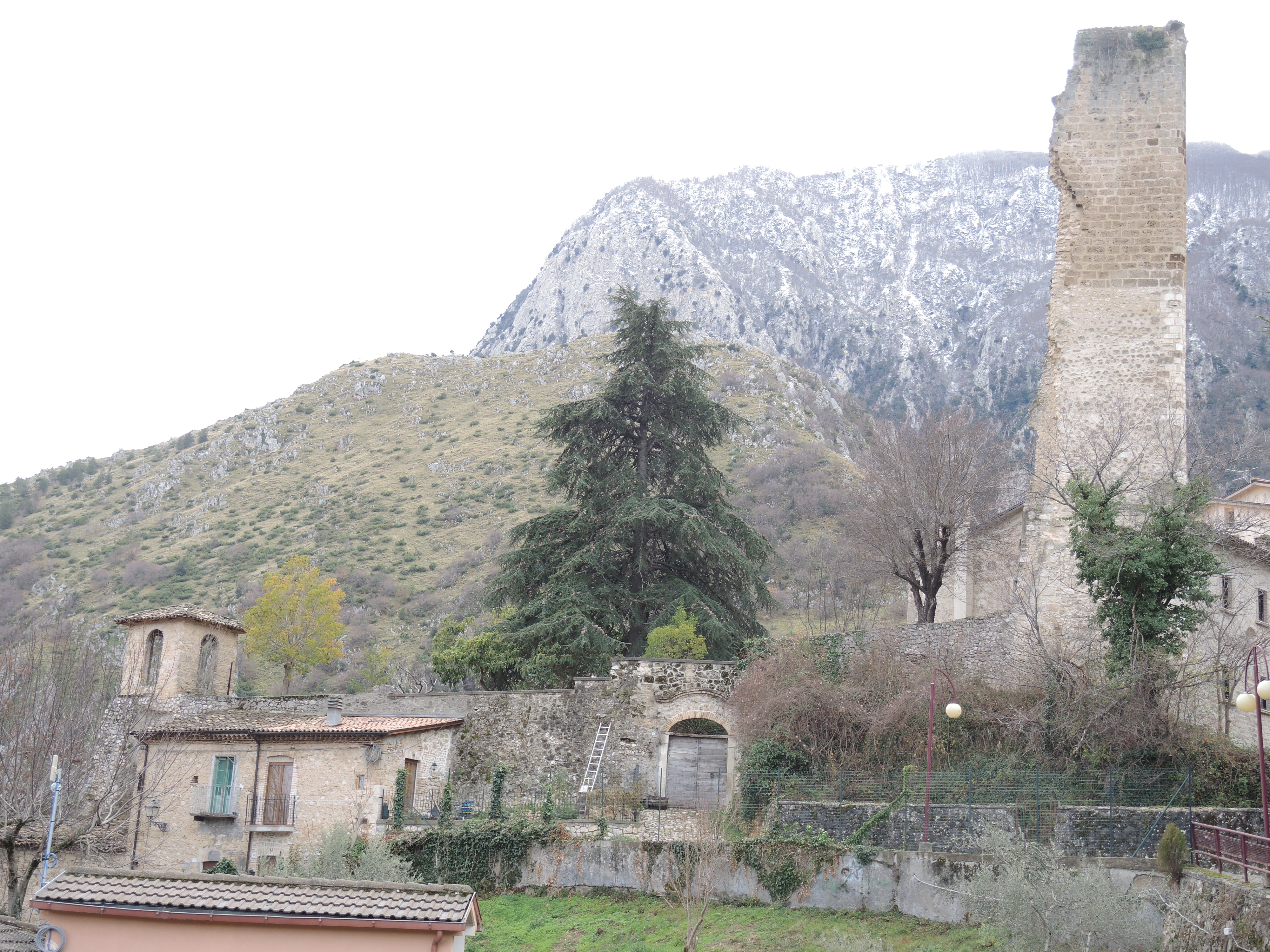
Castello normanno di Anversa degli Abruzzi, prima residenza della famiglia Belprato

Nel corso della sua storia, la famiglia Belprato arrivò a possedere un totale di otto feudi, distribuiti in Abruzzo, in Calabria e in Puglia, così suddivisi:
- Principati: Crucoli e San Vito dei Normanni[16];
- Contee: Anversa degli Abruzzi[16];
- Signorie: Campo di Giove, Cansano, Martano, Oria e Villalago[7].

Risiedettero inoltre anche a Napoli. Tra le varie dimore che sono state abitate dalla famiglia Belprato nel corso del tempo, vi sono il Casone Belprato di Campo di Giove, il castello con l'annessa torre d'avvistamento di Cansano, il castello del marchese e la torretta d'Aquino di Crucoli, il castello Dentice di San Vito dei Normanni, il castello normanno di Anversa degli Abruzzi, il castello svevo di Oria, il palazzo baronale di Martano, il palazzo Restigliano di Napoli, e la torre medievale di Villalago.